# Bagage
Pour l’article ayant un titre homophone, voir Baguage.
 (janvier 2016).

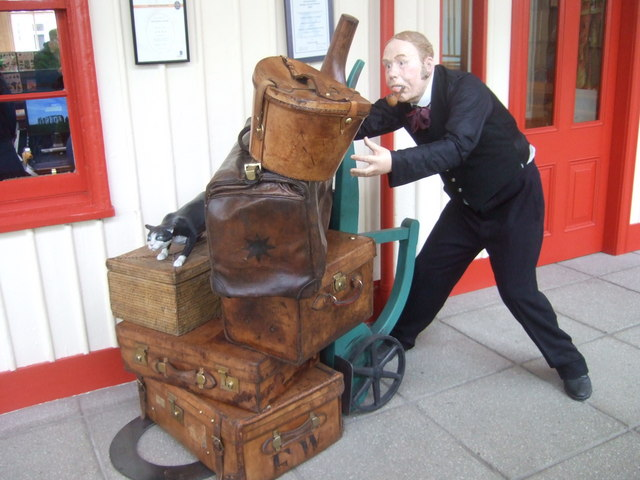
Bagages

Un bagage est ce que l'on porte sur soi ou avec soi - cela peut être un sac, une valise, un conteneur, une caisse qui contient les affaires d'une personne en voyage, dans n'importe quel type de transport en mouvement.
Le voyageur moderne peut s'attendre à ce que ses bagages contiennent des vêtements, des affaires de toilette, des petits objets, certains utiles au voyage et au retour de celui-ci, des souvenirs.

## Aperçu
Le bagage a beaucoup changé à travers le temps. Historiquement, les types de bagages les plus communs étaient les coffres ou les malles, qui étaient faits de bois ou d'autres matériaux lourds (métal tel que le bronze). Les navires des Phéniciens contenaient des coffres de voyage en bois de cèdre, bien qu'ils aient tous disparu. Les Grecs faisaient leurs coffres avec des rondins de bois évidés. L'essentiel des articles de voyage tout au long de la civilisation romaine et jusqu'à l'époque du haut Moyen Âge, consiste dans de gros bagages (essentiellement des coffres).
Au Moyen Âge, le coffre était le meuble de transport et de rangement par excellence. Le bahut désignait un coffre transportable, en bois ou en osier, à couvercle bombé (ce qui le distingue de la huche au couvercle plat), qu'on assujettissait à une malle pendant les voyages. 

En France, le coffre de bois était couramment entoilé et peint ou revêtu de cuir travaillé, ou en cuir analogue aux grosses malles et parfois amorti en dos d'âne, surtout à partir du XVe siècle. La corporation des coffretiers-malletiers fut créée par lettres patentes de Louis XIV confirmant leurs statuts dès novembre 1595.

### Bagagistes
Ces contenants étaient transportés par des bagagistes. À partir de la Seconde Guerre mondiale, des valises plus petites et légères ainsi que des sacs pouvant être portés par des personnes lambda étaient devenus monnaie courante afin de simplifier le transport des biens personnels qui ne nécessitaient pas un si gros coffre. Les bagages ont été dotés alors d'un coté plus pratique que leurs prédécesseurs.
Avec de plus en plus de passagers voyageant par la voie aérienne, les bagagistes ont vu une augmentation de passagers utilisant des bagages conformes aux caractéristiques de la norme ATA 300[réf. nécessaire] actuellement en vigueur dans le transport aérien.

## Types de bagages
- Malle - Une caisse en bois, généralement plus large que les autres types de bagages. Les malles peuvent être de plus petites taille si elles ont pour but de ranger ses chaussures par exemple. De nos jours, les malles sont principalement utilisées pour le rangement que pour le voyage car elles ne pas pratiques a transporter. Les fabricants les plus connus sont Louis Vuitton, Goyard, Moynat, Haskell Brothers, M. M. Secor, Leatheroid, Zecsi, Clinton, Hartmann, Oshkosh, Molloy, Truesdale, et Taylor.
- Valise - Un terme général qui peut référer aux valises avec ou sans roulettes, comme aux valises larges ou plus petites[5]. Celles-ci peuvent se définir comme des sortes de malles avec des petites roulettes afin d'être plus pratique lors d'un long voyage.
- Sac à vêtements - Un style de bagage qui se replie sur lui-même pour permettre aux habits longs, comme les robes ou les costumes, d'être rangés sans être froissés. Les housses de vêtements peuvent être avec ou sans roulettes, et sont généralement le type de bagages le plus large. Ceux-ci ne sont utilisés que par très peu de personnes dus à leur volume assez généreux.
- Sac à main - Un petit sac, habituellement porté à l'épaule des femmes qui ne permet de ranger uniquement quelques affaires essentielles à la vie de tous les jours comme les porte-monnaie ou les smartphones.
- Sac de marin - Un sac en forme de tonneau, est un sac pour les voyageurs décontractés, avec très peu d'organisation dedans.

## Caractéristiques des bagages
- Verrous - Les verrous peuvent avoir plusieurs utilités, ils peuvent servir à dissuader une personne de voler des objets dans la valise. Depuis 2003, la plupart des verrous intégrés dans les bagages utilisent les systèmes de verrouillage standard TSA, développé par Travel Sentry pour permettre l'ouverture par les États-Unis, par la Transportation Security Administration.
- Bagages extensibles - Valises qui peuvent être dézippées pour offrir plus d'espace pour les personnes qui ont du mal à faire des choix lorsqu'ils vont faire trop de shopping à l'étranger.

Roues
Le premier brevet de valise à roulettes a été déposé par un inventeur français, Maurice Partiot, ancien élève de l'Ecole Centrale, alors habitant aux Etats-Unis. Le brevet fut enregistré sous le numéro 2 463 713, patente du 8 mars 1949 (Source: US PATENT OFFICE, n° 2 463 713, "Wheeled Traveling Bag. Maurice Partiot, Inventor". Application February 25, Serial n° 780 813. Confirmed by Shames and Liberman Attorneys). Mais l'application ne fut pas poursuivie par son auteur, si bien que le brevet devint caduc en 1967 et pouvait donc être repris commercialement.  
Les valises roulantes ont donc été finalement mises au point en 1970, quand Bernard D. Sadow a présenté une demande de brevet acceptée en 1972 comme le 3 653 474e brevet des États-Unis, pour "Bagage roulant".
Elles ont été dépassées par les valises cabines, inventées en 1987, et qui possèdent 2 roues et sont tirées par une poignée située sur le haut du bagage.